# Carme Illa i Munné
Carme Illa i Munné (Llansá, 1930), conocida también como Carmina Illa, es una bibliotecaria e historiadora catalana.
Nacida en 1930 en Llansá, ingresó en 1948 en la Escuela de Bibliotecarias, donde se diplomó en 1951; en 1973 se licenció en Filología Catalana en la Universidad de Barcelona. A mediados de los 50, ejercía como bibliotecaria en Arenys de Munt y también se encargaba ocasionalmente de la biblioteca de Arenys de Mar. Desde finales de los 50 y hasta medios de los 70 fue profesora en la Escuela, donde impartía la asignatura de Biblioteconomía. Desde 1974 hasta 1989 desarrolló su actividad profesional en la Biblioteca Pública Arús.
Autora de numerosas publicaciones dedicadas al mundo de las bibliotecas, en los últimos años Illa se ha especializado en el estudio del exlibrismo en Cataluña.